# Duguetia restingae
Duguetia restingae Maas – gatunek rośliny z rodziny flaszowcowatych (Annonaceae Juss.). Występuje endemicznie w Brazylii – w stanie Bahia. 

## Morfologia
PokrójZimozielone drzewo dorastające do 10 m wysokości.
LiścieMają eliptyczny kształt. Mierzą 37–45 cm długości oraz 13–16 cm szerokości. Blaszka liściowa jest całobrzega o tępym wierzchołku.

## Biologia i ekologia
Rośnie w lasach, na wybrzeżu, na terenach nizinnych.